# Alessandra Basso
Alessandra Basso, née le 14 mars 1967 Trévise, est une femme politique italienne.

## Biographie
Licenciée en droit de l'université de Bologne, elle est élue eurodéputé en 2019.